# بی‌تی
بی‌تی (به انگلیسی: Brian Wayne Transeau) (زادهٔ ۴ اکتبر ۱۹۷۱) یک تهیّه‌کنندهٔ موسیقی، آهنگساز، و مهندس صوت نامزد جایزهٔ گرمی اهل آمریکا است.